# Britannic (film)
Britannic je film z roku 2000 vyprávějící příběh lodě Britannic, sesterské lodě Titaniku. Jeho délka činí 93 minut.

## Děj
Britannic odplul ze Southamptonu na řecký Lémnos odpoledne 12. listopadu 1916. Na její palubě se jednoho dne ocitá i Vera Campbellová (Amanda Ryan), která přežila zkázu Titanicu a teď pracuje ve službách britské výzvědné služby. Na této plavbě má velmi důležitou roli – pod falešným jménem musí najít německého agenta, který je na palubě lodi a může ohrozit plavbu a tím i důležitou vojenskou misi Britanicu. Vera se seznámí se sympatickým cestujícím, se kterým prožije milostný románek. Po nečekaném zvratu se milenci ocitnou uprostřed smrtelně nebezpečné hry. Vera nakonec opravdu odhalí skutečného nepřátelského agenta, ale tragédie Britanicu jen začíná – v podpalubí je totiž ukryta bomba, která čeká na svůj čas… (oficiální text distributora)

## Osud lodi podle wiki
Britannic odplul ze Southamptonu na řecký Lémnos odpoledne 12. listopadu 1916. Měla to být jeho šestá cesta Středozemním mořem. Okolo půlnoci 15. listopadu projel Gibraltar a přistál v Neapoli ráno 17. listopadu k obvyklému doplnění uhlí a zásob vody. Bouře zdržela loď v Neapoli až do nedělního odpoledne. Kapitán Bartlett se rozhodl po této přestávce pokračovat. 21. listopadu ráno vplul rychlostí 21 uzlů do průlivu mezi ostrovem Kea a mysem Sounion (nejjižnějším výběžkem provincie Attika). 21. listopadu 1916 v 8 hodin 12 minut Britannic najel na minu a za 55 minut se potopil. Díky blízkosti dalších lodí a řeckých rybářů, pevniny a teplotě moře bylo pouze 28 obětí. Pohřbena byla však jen těla pěti obětí, ostatní nebyla nikdy nalezena.